# توكيو آر بي جي فاكتوري
توكيو آر بي جي فاكتوري (بالإنجليزية:Tokyo RPG Factory)، هي شركة يابانية تابعة لإسكوير إينكس، تأسست سنة 2014، وتقع مقرها في العاصمة اليابانية طوكيو.

## روابط خارجية
- توكيو آر بي جي فاكتوري على موقع IMDb (الإنجليزية)